# Architektenrecht (Deutschland)
Das Architektenrecht regelt die Rechte und Pflichten der Architekten. Es handelt sich um eine Querschnittsmaterie, das heißt, das Architektenrecht ist nicht in einem einheitlichen Gesetzbuch geregelt, sondern setzt sich aus zahlreichen Rechtsvorschriften unterschiedlicher Herkunft zusammen. Zu nennen sind für Deutschland vor allem das Bürgerliche Gesetzbuch (BGB), die Honorarordnung für Architekten und Ingenieure (HOAI), die Architektengesetze der einzelnen Bundesländer und die berufsrechtlichen Regeln der Architektenkammern. Die in der Praxis am häufigsten interessierenden Themen zum Architektenrecht sind
- Architektenvertragsrecht und Architektenhonorarrecht
- Architektenhaftpflichtrecht
- Urheberrecht
- Berufsrecht

## Architektenvertragsrecht
Das Architektenvertragsrecht regelt die Rechte und Pflichten von Architekt und Auftraggeber.
- Im Architektenvertrag, der mündlich oder schriftlich geschlossen werden kann, legen die Vertragspartner vor allem fest, welche Leistungen der Architekt wann und wie erbringen soll und wie er hierfür bezahlt wird.
- Es besteht im Grundsatz Vertragsfreiheit. Der Architektenvertrag ist im Regelfall ein Werkvertrag nach §§ 631 ff. BGB.
  - Grenzen setzen zwingende Regeln des BGB und, soweit es um das Honorar geht, die HOAI (vgl. unten).

- Entgegen vielfacher Meinung (insbesondere in Architektenkreisen selbst) ist somit nicht die HOAI Grundlage für die inhaltlichen Festlegungen des Architektenvertrages, sondern die konkrete vertragliche Festlegung oder ergänzend das BGB (Anmerkung: die Leistungsphasen nach HOAI mit ihrem Leistungskatalog können somit nur Anhaltspunkte dafür sein, wozu der Architekt konkret vertraglich beauftragt wurde).

- Das Honorarrecht gehört insoweit zum Teil zum Vertragsrecht, weil die Vereinbarung des Honorars im Prinzip Verhandlungssache ist (§ 632 BGB).
  - Verhandlungsgrenzen zieht hier allerdings die HOAI mit Höchst- und Mindestsätzen für die wichtigsten Architekten- und Ingenieursleistungen. Verstößt die Vergütungsabrede der Vertragsparteien gegen diese Sätze, bleibt ihr Vertrag im Übrigen gleichwohl wirksam, das heißt, der Architekt muss die versprochene Leistung erbringen. An die Stelle der unwirksamen Honorarvereinbarung tritt dann die zwingende Honorarregelung der HOAI.
  - In 2009 wurde eine neue HOAI veröffentlicht, die gegenüber der alten HOAI einige wesentliche Änderungen mit sich brachte.(vgl. Hauptartikel Honorarordnung für Architekten und Ingenieure)

## Architektenhaftpflichtrecht
Im Architektenhaftpflichtrecht geht es um die Frage, wann, wem und in welchem Umfang der Architekt für Fehler seiner Leistungen haftet (Planungsfehler, Fehler bei der Bauüberwachung).
- Jeder Architekt ist berufsrechtlich verpflichtet, eine Berufshaftpflichtversicherung (zu bestimmten Mindestversicherungsbedingungen) abzuschließen und dauerhaft zu unterhalten.
- Anspruchsteller wird im Schadensfalle in der Regel der Bauherr sein; Beteiligter an einem solchen Streit können ferner die ausführenden Unternehmen und/oder andere Ingenieure, sog. Fachplaner sein (beispielsweise der Statiker), weil häufig ein Bauschaden auf mehreren Ursachen gleichzeitig beruht. Der Bauherr kann im Prinzip jeden Schädiger in voller Höher auf Ersatz in Anspruch nehmen; die Schädiger müssen dann intern den Schaden nach der Verursachungsquote aufteilen (vergleiche Gesamtschuld).
- Außerdem spielt hier das Versicherungsrecht eine große Rolle. Schadenssummen bei Architektenfehlern sind häufig hoch. Typischerweise entsteht dann Streit zwischen Architekt und Versicherung darüber, ob der Schaden von der Versicherung überhaupt übernommen werden muss, bzw. ob die Deckungssumme der Versicherung ausreicht.

## Architektenurheberrecht
Im Architektenurheberrecht geht es – wie allgemein im Urheberrecht – darum, ob und in welchem Umfang der Architekt dauerhaft geschützte Rechte an seiner Planungsleistung hat, mit der Folge, dass Änderungen dieser Leistung nur mit seiner Zustimmung möglich wären. Das Urheberrecht umfasst sowohl die Entwürfe als auch das ausgeführte Bauwerk. Voraussetzung hierfür ist immer, dass die Planung keine rein funktionale Leistung war, sondern ein gewisses Maß an geistig-gestalterischem Inhalt hat.

## Architektenberufsrecht
Das Architektenberufsrecht ist das „Standesrecht“ der Architekten.
- Architekt ist ein Kammerberuf, ähnlich dem Steuerberater, Rechtsanwalt oder Arzt.
- In den Architektengesetzen der Länder sind die Grundregeln für die Zulassung zum Beruf des Architekten und die Ausübung dieses Berufes geregelt. Diese Grundsätze gestalten die Architektenkammern durch Satzungen und Richtlinien näher aus, etwa zu der Frage, in welchem Umfang Architekten Werbung betreiben dürfen.
- Jeder Architekt ist Pflichtmitglied der für seinen Geschäftssitz örtlich zuständigen Architektenkammer. Jede Architektenkammer hat die Aufsicht über die in ihrem Bezirk zugelassenen Architekten; sie ist insoweit auch befugt, berufsrechtlich relevantes Fehlverhalten der Architekten (u. a. durch eigene Berufsgerichte) zu ahnden.